# Перша шпальта (фільм, 1931)
Перша шпальта (англ. The Front Page) — американський художній чорно-білий фільм, ексцентрична комедія режисера Льюїса Майлстоуна, прем'єра якої відбулася в 1931 році. Екранізація однойменної бродвейської п'єси.
Фільм отримав три номінації на премію «Оскар»: «Найкращий фільм», «Найкраща режисерська робота» і «Найкраща чоловіча роль». У 2010 році картина була внесена до Національного реєстру фільмів, маючи «культурне, історичне та естетичне значення».

## Сюжет
Хілд Джонсон, репортер місцевої газети, заручений з Пеггі Грант і планує переїхати з нею в Нью-Йорк, щоб влаштуватися там на більш високооплачувану роботу. Тим часом всі журналісти США очікують повішення відомого злочинця Ерла Вільямса, щоб розмістити повідомлення про це на першій шпальті газет.
Коли Вільямс втікає від невмілого шерифа Гартмана, Гілд віддає 260 доларів приватному детективу, щоб той дізнався якомога більше про життя злочинця. Отримавши всю інформацію про Вільямса від детектива, Джонсон готується опублікувати її в газеті й вирушити в медовий місяць, проте головний редактор Волтер Бернс категорично забороняє йому це до тих пір, поки Вільямса не впіймають.

## У ролях
- Адольф Менжу — Волтер Бернс
- Пет О'Брайєн — Гілд Джонсон
- Мері Браян — Пеггі Грант
- Едвард Еверетт Гортон — Бенсінджер
- Волтер Кетлетт — Мерфі
- Джордж Е. Стоун — Ерл Вільямс
- Мей Кларк — Моллі
- Слім Саммервілл — Пінкус
- Метт Мур — Крюгер
- Кларенс Вілсон — шериф Гартман
- Фред Говард — Швартц
- Філ Тід — Вільсон